# Ракетні війська та артилерія України
Ракетні війська і артилерія (РВіА) — окремий рід військ в складі Сухопутних військ та Військово-морських сил Збройних сил України. Артилерія є основним засобом вогневого ураження противника в операціях, що проводяться Сухопутними військами із застосуванням звичайної зброї, й виконує до 85% загального обсягу завдання із вогневого ураження супротивника.
Ракетні війська і артилерія складаються із з'єднань оперативно-тактичних і тактичних ракет, з'єднань і частин гаубичної, гарматної, реактивної та протитанкової артилерії, артилерійської розвідки, мінометних підрозділів та підрозділів протитанкових керованих ракет. Вони призначені для ураження живої сили, танків, артилерії, протитанкових засобів противника, авіації, об'єктів ППО та інших важливих об'єктів при веденні загальновійськової операції (бою).
Збройні сили України мають 14 бригад у складі Сухопутних військ, 1 бригаду і 1 полк у складі морської піхоти, та 1 бригаду у складі ДШВ.

## Історія

### Козаччина
Історія української артилерії бере свій початок від гетьманування Івана Мазепи. Гетьман Мазепа був фахівцем у артилерії, під час його правління значно збільшився гарматний арсенал України, ставши одним із найбільших у Європі. Чимало гармат було виготовлено у людвисарні Глухова, де працювали відомі ливарі Йосип і Карпо Балашевичі. Балашевичі не забували на своїх виробах робити напис, мовляв, усе це зроблено «старанням же й коштом ясновельможного його милості пана Іоанна Мазепи», однак після його еміграції Петро І наказав вивезти усі гармати в Росію. За іронією долі, артилерія, зроблена для українців, стала основою формування російської.

### Українська революція
Під час Української революції 1917-21 років полковник УНР Роман Дашкевич, колишній старшина австро-угорської армії став справжнім батьком української артилерії — він не тільки організував артилерію української армії часів Центральної Ради, Гетьманату та Директорії, а й за власні кошти закупив воякам мундири, кріси та кулемети. Українська артилерія після захоплення Наддніпрянщини була повністю знищена, а відновилася лише після проголошення незалежності України та спочатку базувалася на радянській техніці.

### Радянський період
Військове протистояння СРСР і США найбільше виявилося в так званій гонці озброєнь і особливо її ракетно-ядерному компоненті. У результаті виникли нові види збройних сил. Ракети різного типу з ядерними бойовими зарядами стали їхнім основним озброєнням. До системи стратегічних ядерних сил залічують ракетні війська наземного базування, ракетні бойові комплекси на підводних човнах і ракетні частини військово-повітряних сил.
Критичного рівня ядерне протистояння досягло в 1962 р. Тоді 51-ша окрема ракетна дивізія, сформована з частин 43-ї ракетної армії, перебуваючи на території Куби, готова була завдати 27 жовтня ракетно-ядерного удару по території США 24 ракетами Р-12. Збройні сили США також приготувалися до ядерних ударів по території СРСР. Світ опинився на межі ядерної війни. На щастя, менше ніж за місяць кризу вдалося подолати.
На території України, починаючи з 1960 р., на базі частин 43-ї повітряної армії формувалися частини ракетних військ. 43-тя ракетна армія зі штабом у Вінниці мала у своєму складі 19-ту (Хмельницький), 37-му (Луцьк), 46-ту (Первомайськ), 50-ту (с.Білокоровичі), 35-ту (Орджонікідзе, Росія), 44-ту (Коломия), 43-тю (Ромни) ракетні дивізії та частини забезпечення.
Між 1988 і 1991 рр. ліквідовано всі ракети середньої і малої дальності класу РСД-10 (СС-20, «Піонер»), Р-12 (СС-4, «Сандал»), Р-14.

### Незалежна Україна
На озброєнні армії на початок 1994 р. перебували 176 ракетних комплексів типу «ОС», які мали на озброєнні 130 ракет класу РС-18 (СС-19) і 46 ракет класу РС-22 (СС-24), з 1272 ядерними бойовими зарядами. Крім цього, в Україні було 2500 одиниць тактичної ядерної зброї. У 1993 — 1994 рр. знято з бойового чергування в 19-й і 46-й ракетних дивізіях 40 ракет РС-18 (СС-19) і знижено ступінь бойової готовості ще 46 ракет класу РС-22 і їхніх пускових комплексів, а також стратегічних бомбардувальників Ту-95МС і Ту-160. У 2001 р. роботи, пов'язані з ядерним роззброєнням і ліквідацією ядерної зброї в Україні, завершились підривом останньої шахтно-пускової установки. Масштабна ліквідація ядерного озброєння відбулася вперше у світі.
В селищі Побузькому Голованівського району Кіровоградської області на базі полку 46-ї ракетної дивізії створено Музей ракетних військ стратегічного призначення. Він являє собою бойову стартову позицію з шахтно-пусковою установкою, командним пунктом запуску ракети, наземним обладнанням і різноманітними допоміжними механізмами. Усе збережено в первісному вигляді.
До 2013 року розглядалася можливість розробки та налагодження серійного випуску Оперативно-тактичного комплексу Сапсан шляхом залучення КБ Південне та Південмашу. Комплекс мав стати основою майбутніх Стратегічних сил неядерного стримування. Однак з початком російської агресії проект було закрито. Було розпочато роботи по трьом напрямкам Грім-2, Коршун-2 та РСЗВ з коригованим боєприпасом Вільха. На заміну застарілій машині БМ-21 Град створена серія Бастіон-01, які поступово еволюціонували до РСЗВ Верба. Комплекс Бастіон-03 на заміну РСЗВ Ураган прийнятий на озброєння Української армії.
Для боротьби з потенційним противником пропонується до прийняття на озброєння ряду нових комплексів вітчизняного виробництва таких як комплекс Комбат, «Стугна», «Бар'єр», «Скіф», «Корсар», «Альта», «Грань».
У 2017 році було оголошено про плани поступового переходу великокаліберної артилерії Збройних сил України на Натовський калібр 155 мм (що відрізняється від радянського 152 мм). В рамках переходу планується також побудова заводу для виробництва широкого спектра боєприпасів, в тому числі й 155 мм.
Під час відвідування Міністром оборони України Степан Полторак репетиції Параду до 27-ї річниці Незалежності України, відповідаючи на питання журналістів про САУ «Богдана» розказав, що 10 серпня 2018 року буде прийнято рішення про прийняття на озброєння 155-мм гармати, також Полторак додав, що вже станом на 7 серпня вона проходить випробування.
На 2019 рік заплановане формування перших штатних артилерійських підрозділів, які матимуть на озброєнні високоточну систему залпового вогню «Вільха» та систему «Верба».

## Структура
Організаційно ракетні війська та артилерія складаються зі з'єднань, частин оперативно-тактичних і тактичних ракет, реактивної артилерії великого калібру. Артилерія складається зі з'єднань (частин, підрозділів) гаубичної, гарматної, реактивної, мінометів, а також артилерійської розвідки, управління і забезпечення.
Частини і підрозділи ракетних військ та артилерії організаційно входять у види та роди військ ЗС України й інших її воєнізованих структур:
- ракетні війська та артилерію СВ України;
- ракетні війська та артилерію військ берегової оборони України;
- артилерію ДШВ України;
- артилерію ДПСУ (мінометні підрозділи);
- артилерію НГУ.

### Артилерія СВ

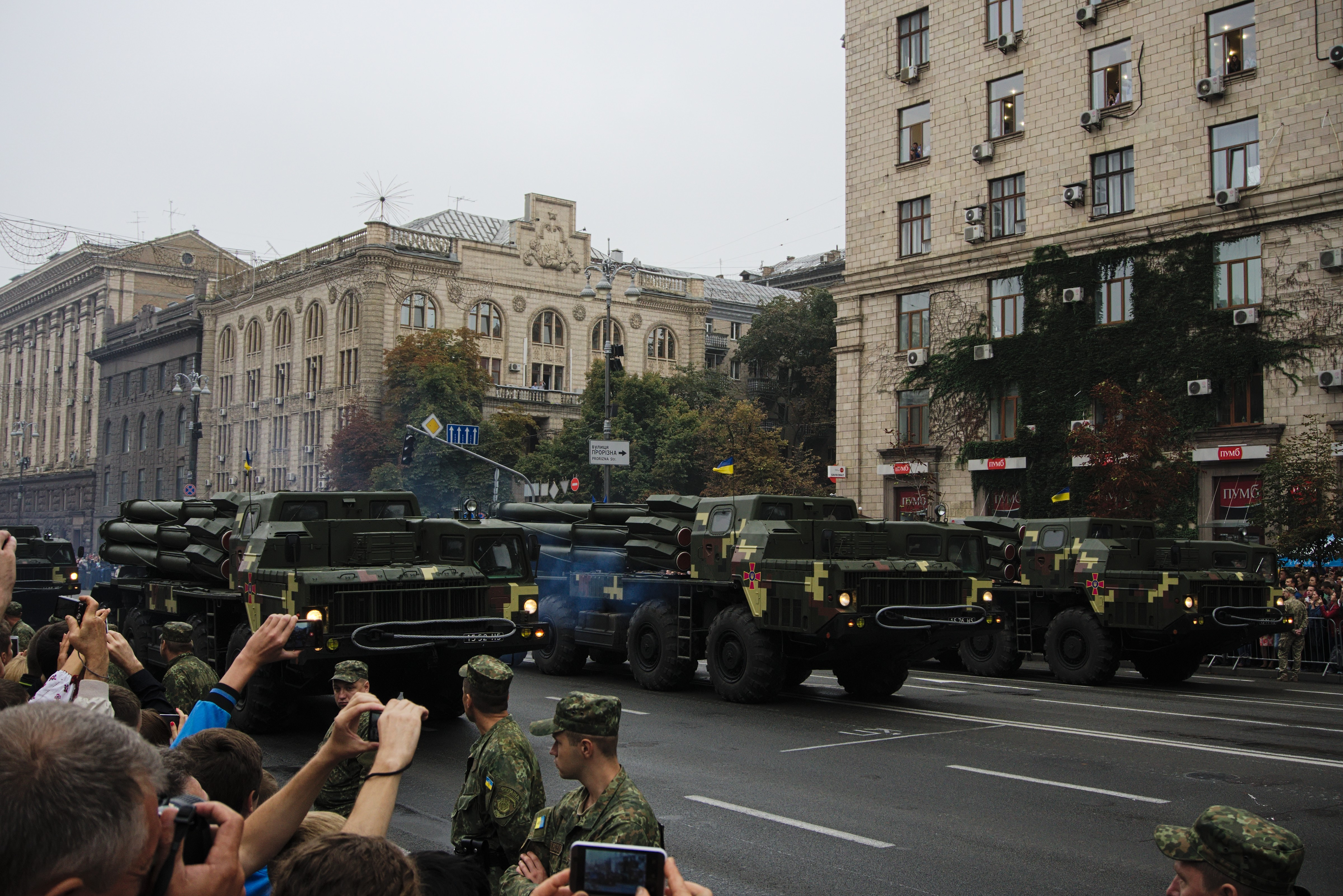
9К58 «Смерч» на параді до Дня Незалежності України, 2016 р.

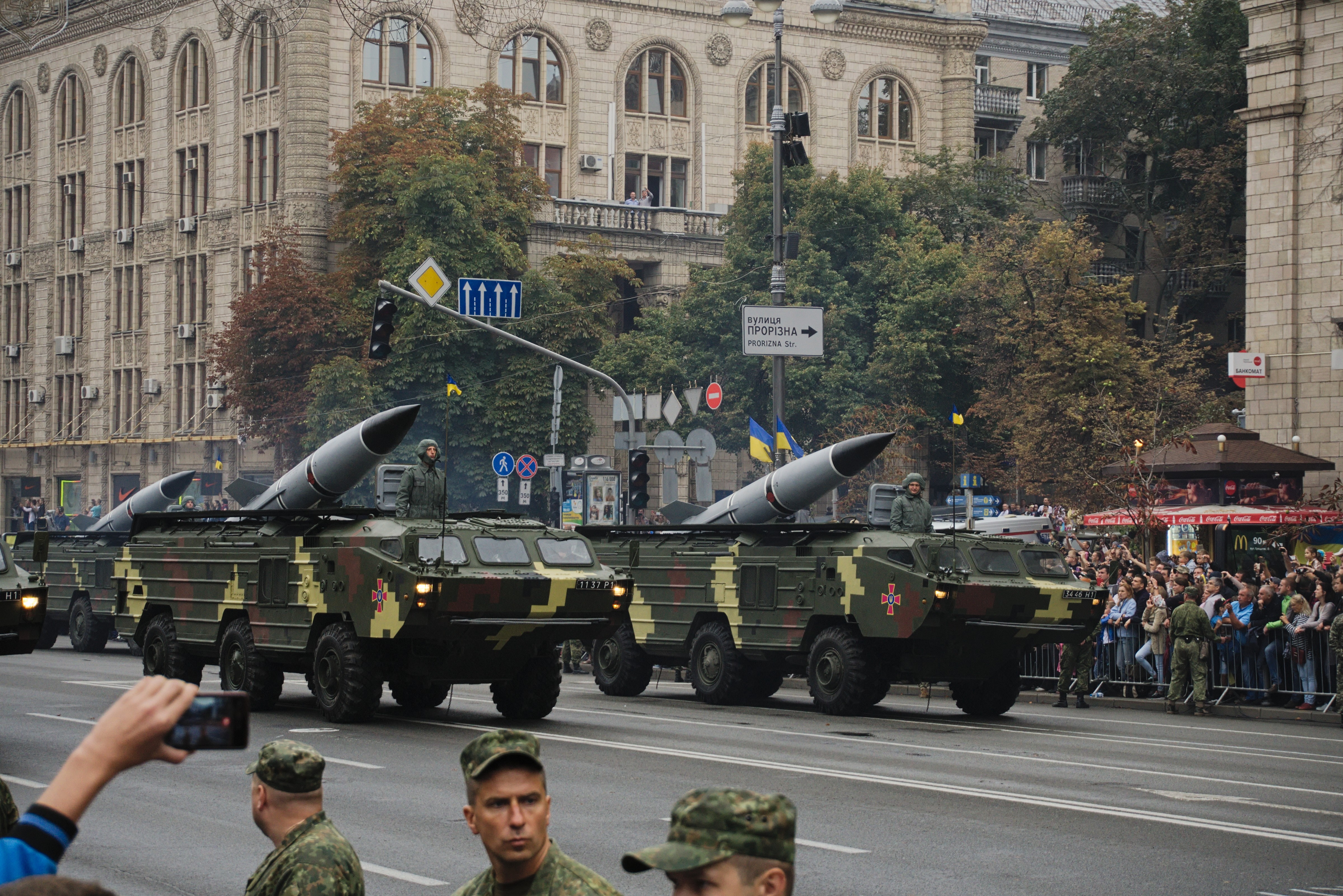
9К79 «Точка-У» (19 ОРБр) на параді до Дня Незалежності України, 2016 р.

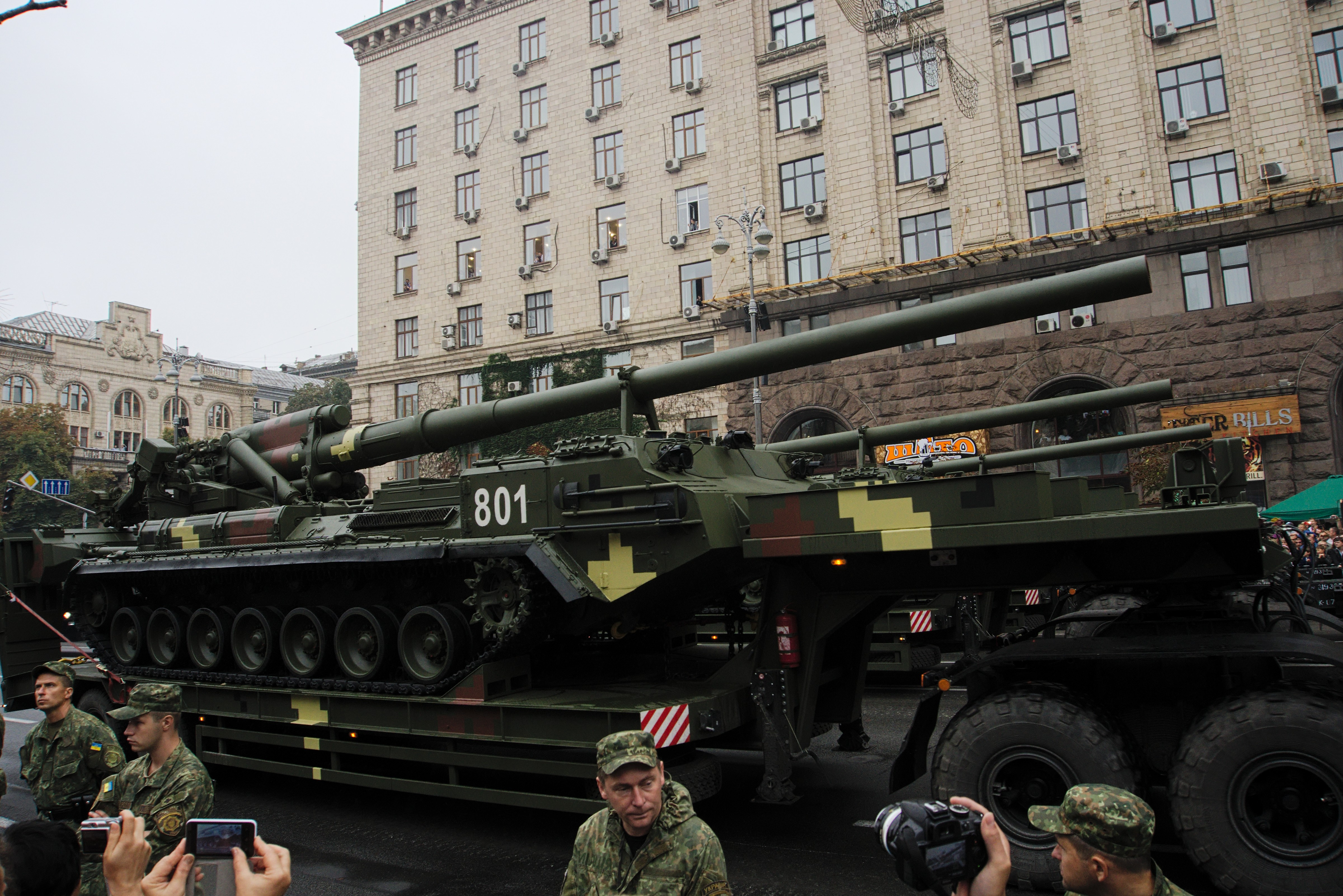
2С7 «Піон» (43 ОАБр ВП) на параді до Дня Незалежності України, 2016 р.

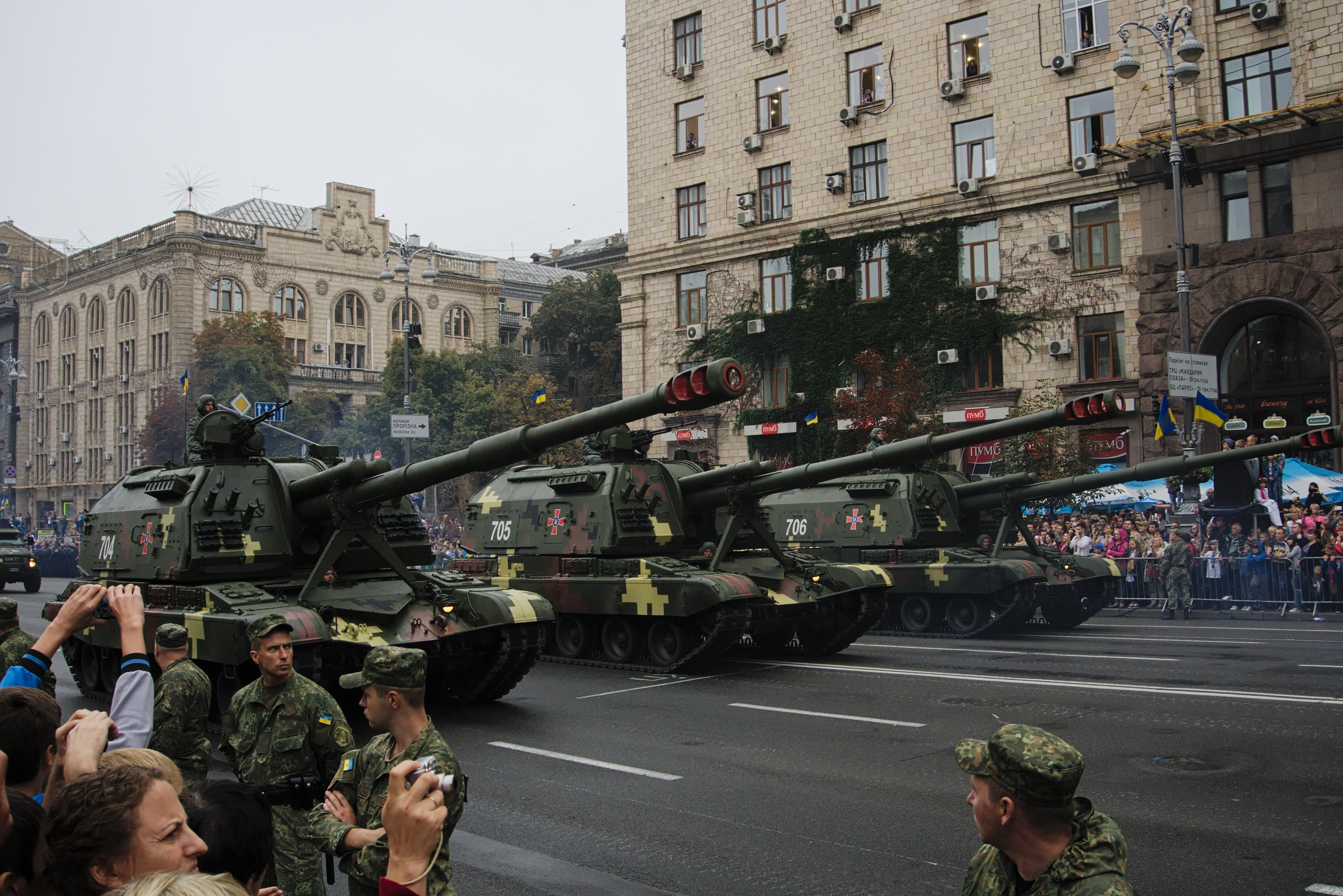
2С19 «Мста-С» (26 ОАБр) на параді до Дня Незалежності України, 2016 р.

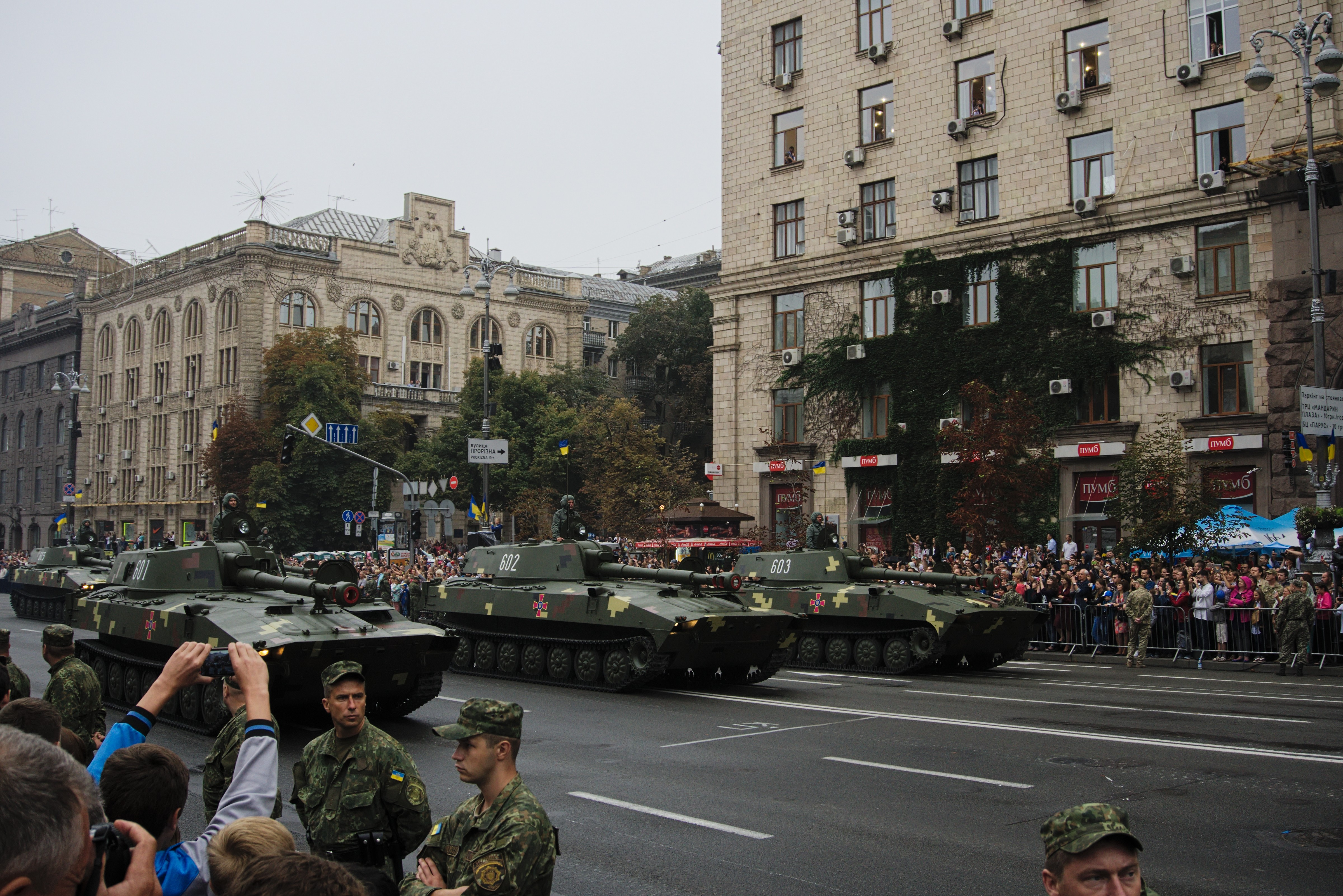
2С1 «Гвоздика» (72 ОМБр) на параді до Дня Незалежності України, 2016 р.

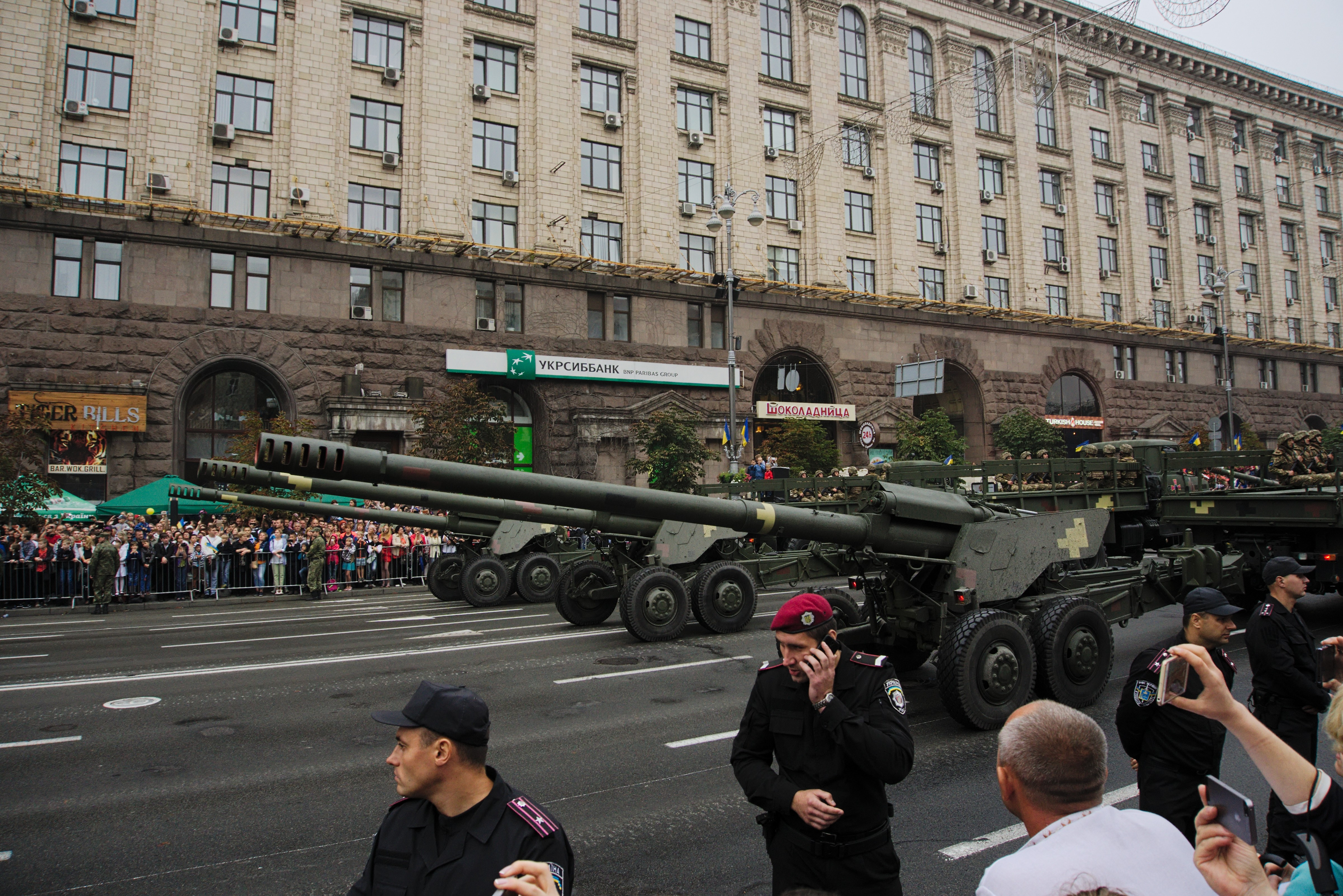
2А36 «Гіацинт-Б» на параді до Дня Незалежності України, 2016 р.

8 артилерійських бригад (1 великої потужності, 1 артилерійської розвідки), 2 реактивні артилерійські бригади, 1 ракетна бригада

#### Бригади
Ракетні
- 19-та ракетна бригада «Свята Варвара» — Хмельницький, безпосереднього підпорядкування Командуванню СВ

Реактивні
- 27-ма реактивна артилерійська бригада імені кошового отамана Петра Калнишевського — Суми, безпосереднього підпорядкування Командуванню СВ
- 107-ма реактивна артилерійська Кременчуцька бригада — Кременчук, безпосереднього підпорядкування Командуванню СВ

Інші
- 15-та окрема бригада артилерійської розвідки «Чорний ліс» — Дрогобич, безпосереднього підпорядкування Командуванню СВ
- 26-та артилерійська бригада імені генерала-хорунжого Романа Дашкевича — Бердичів, ОК «Північ»
- 38-ма окрема артилерійська бригада[4] — Попільня
- 40-ва окрема артилерійська бригада імені Великого князя Вітовта — Первомайськ, Миколаївської області, ОК «Південь»
- 43-тя окрема артилерійська бригада імені гетьмана Тараса Трясила — Дівички, Бориспільського району, Київської області, безпосереднього підпорядкування Командуванню СВ
- 44-та окрема артилерійська бригада імені гетьмана Данила Апостола — Тернопіль, ОК «Захід»
- 45-та окрема артилерійська бригада[5][6] Яворів
- 47-ма окрема артилерійська бригада[7][8][9]
- 48-ма окрема артилерійська бригада
- 49-та окрема артилерійська бригада
- 55-та окрема артилерійська бригада «Запорізька Січ» — Запоріжжя, ОК «Схід»

Бригадні артилерійські групи-входять до складу бригад наступних родів військ: Механізовані війська України, Танкові війська України, Гірська піхота України, Морська піхота України і Десантно-штурмові війська України
Ракетні війська і артилерія Військово-Морських Сил
- 32-га окрема артилерійська бригада
- 406-та окрема артилерійська бригада

### Артилерія ДШВ
- 148-ма окрема артилерійська бригада[10]

### Навчальні частини
- 356-й навчальний артилерійський полк — Старичі
- міжвидовий центр підготовки ракетних військ і артилерії, Дівички в/ч А2399[11][12][13]

## Розформовані з'єднання
- 184-та артилерійська бригада великої потужності, Раухівка (Березівка-2), Одеська область[14]
- 190-та артилерійська бригада великої потужності, Соборне, Одеська область[15]
- 192-га важка гаубична артилерійська бригада, Біла Церква, Київська область[16]
- 238-ма важка гаубична артилерійська бригада, Запоріжжя (Нова Олександрівка), Запорізька область[17]
- 430-та важка гаубична артилерійська бригада, Жовква, Львівська область[18]
- 219-та артилерійська бригада, Турка, Львівська область[19]
- 404-та артилерійська бригада, Новоград-Волинський, Житомирська область[20]
- 461-ша ракетна бригада, Славута
- 66-й артилерійський корпус
- 331-ша артилерійська бригада[5]

1992
- 177-ма ракетна бригада, Ємільчине

1994
- 162-га ракетна бригада, Біла Церква (162 РБр, в/ч 93296, 41719, 54232; 1962—1994 роки)[21][22], оснащення — 9К72 «Ельбрус»[23]

2001
- 155-й самохідний артилерійський полк, в/ч А1802, Сміла
- 301-ша артилерійська бригада
- 1399-й протитанковий артилерійський полк

2003
- 159-та ракетна бригада, в/ч А1575
- 816-й реактивний артилерійський Ельбінгський полк (32 АК)
- 123-тя гвардійська ракетна Брянсько-Берлінська ордена Червоного Прапора бригада, в/ч А1002, Конотоп, Сумська область.[24][25]

2004
- 188-ма артилерійська бригада великої потужності, Ємільчине, Житомирська область[26]
- 199-та гвардійська ракетна Дрезденська ордена Олександра Невського бригада, Дівички
- 432-га ракетна бригада, м. Надвірна
- 459-та ракетна бригада, м. Біла Церква
- 761-й окремий розвідувальний артилерійський полк, в/ч А1676, Сміла

2005
- 802-й реактивний артилерійський полк, в/ч А3799, Ковель
- 961-й реактивний артилерійський полк, в/ч А1020, Фастів

2013
- 11-та окрема артилерійська бригада[27]

2015
- 6-й навчальний артилерійський полк

## Командувачі
- (1687—1709) гетьман Іван Мазепа
- (1917—1921) генерал-хорунжий Дашкевич Роман Іванович
- (1996—2000) генерал-лейтенант Терещенко Володимир Іванович
- (2000—2005) генерал-лейтенант Микола Грицай
- (2005—2008) генерал-майор Володимир Рябоконь
- (2008—2014) генерал-майор Андрій Колєнніков
- (2014-2020) генерал-лейтенант В'ячеслав Горбильов
- (2022- 2024) бригадний генерал Сергій Баранов
- (2024 по т.п.) генерал-майор Андрій Маліновський[28]

## Традиції
Указом Президента України №748/2024 від 2 листопада 2024 року встановлено день ракетних військ та артилерії - 4 грудня. Свято щорічно відзначається у цю дату.

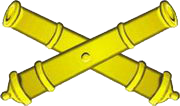
Емблема (2007—2016)

## Озброєння
На озброєнні з'єднань, частин та підрозділів РВіА знаходяться:
- Береговий ракетний комплекс - Р-360 «Нептун».
- Оперативно-тактичний ракетний комплекс(ОТРК) - Точка-У.
- Реактивні системи залпового вогню(РСЗВ): «Смерч», «Ураган», «Град», «Вільха»(«Вільха-М»), «Буревій», M142 HIMARS, M270, TRLG-230, RM-70, «Берест», «Верба».
- Далекобійні, крилаті ракети та ракети-дрони: Storm Shadow(SCALP), ATACMS(до РСЗВ HIMARS), «Паляниця», «Пекло».
- Самохідні гармати та гаубиці: 2С19 Мста-С, AHS Krab, M109 Paladin, PzH 2000, «Дана», Zuzana-2, CAESAR, 2С5 «Гіацинт-С», «Піон», «Акація», «Гвоздика», 2С22 «Богдана».
- Гаубиці: FH70, М119, M777, 2А65 «Мста-Б», Д-30, Д-20.
- Гармати: 2А36 «Гіацинт-Б»; М-46.
- Протитанкові засоби: «Штурм», «Конкурс», МТ-12 «Рапіра», МТ-12Р «Рута».

## Міжнародні навчання
На 2019 рік був запланований дебют участі української артилерійської батареї на міжнародних навчаннях Dynamic Front у Німеччині. Цьому передувала річна підготовка підрозділу. В 2018 році у Dynamic Front взяло учать 3700 вояків з 26 країн. Зокрема, у навчаннях брали участь підрозділи з Чехії, Франції, Німеччини, Італії, Литви, Румунії, Туреччини, Великої Британії, США тощо. Рішення, розроблені в ході Dynamic Front-2018, через сім місяців були застосовані вже в навчаннях НАТО Sabre Strike в Балтійських країнах. На них, серед іншого, відпрацьовувалося відбиття російського нападу на країни Балтії та Польщу. Через низку організаційних та технічних проблем цей дебют було скасовано.

### Відео
- Міномети в армії України (60 мм, 82 мм, 120 мм, проекти самохідних мінометів). Гість Андрій Моруга. // Мілітарний, 2 липня 2021

Пісні
- ПИРЯТИН — Арта (18+)
- Тінь Сонця — Громом і Вогнем